# Vierkleurige bosklauwier
De vierkleurige bosklauwier (Telophorus viridis quadricolor) is een ondersoort van de bonte bosklauwier. Eerder werd deze vogel door BirdLife International als aparte soort beschouwd. Het is een zangvogel uit de familie Malaconotidae (bosklauwieren).

## Herkenning
Deze vogel lijkt sterk op de bonte bosklauwier maar mist op de borst een extra rood en zwart bandje. Bij deze ondersoort gaat het oranjerood onder de eerste zwarte borstband geleidelijk over in steeds lichter oranje-geel. Bij de bonte bosklauwier is de buik lichtgroen.

## Verspreiding en leefgebied
De vierkleurige bosklauwier komt in verschillende typen bos in laagland voor, vooral in bosranden langs waterlopen in zuidelijk Afrika.